# Desiderio Lebrón
Desiderio Lebrón (ur. 19 grudnia 1949) – dominikański judoka. Olimpijczyk z Los Angeles 1984, gdzie zajął jedenaste miejsce w wadze ciężkiej.
Brązowy medalista igrzysk panamerykańskich w 1983, a także igrzysk Ameryki Środkowej i Karaibów w 1986 roku.

## Letnie Igrzyska Olimpijskie 1984
| Konkurencja | Eliminacje           | Klas. końcowa |
| Konkurencja | Przeciwnik I         | Miejsce       |
| ----------- | -------------------- | ------------- |
| +95 kg      | Khalif Diouf (SEN) P | 11.           |